# Korrektionsglas
Korrektionsglas är linser som används för att korrigera en patients synfel. De vanligaste typerna är glasögon och kontaktlinser. Andra typer av korrektionsglas är intraokulära linser, monokel och pincené.